# Fotscher Bach
Der Fotscher Bach ist ein 12,3 Kilometer langes Fließgewässer im österreichischen Bundesland Tirol.
Er entspringt vier Kilometer südlich der Potsdamer Hütte unterhalb des Wildkopfes in 2266 m ü. A. Seehöhe in den Stubaier Alpen, fließt durch das Fotscher Tal in nördlicher Richtung zum Ort Sellrain und vereinigt sich dort mit der aus Westen kommenden Melach.
Der Bach besitzt die Gewässergüteklasse I-II. Im Bereich des Ruhegebietes Kalkkögel ist der Fotscher Bach zum Naturdenkmal erklärt worden.
[veraltet]Die Gemeinde Sellrain beabsichtigt im Jahr 2022 ein Kleinwasserkraftwerk mit einem Regelarbeitsvermögen von 8,9 GWh pro Jahr zu errichten. Die Wasserfassung am Fotscher Bach soll sich etwa 100 m oberhalb der Eisbrücke befinden.